# Slick Shoes (album)
Slick Shoes è il quarto album della band pop punk Slick Shoes.

## Tracce
1. My Ignorance
2. Pass Me By
3. Friday Night
4. Ten Ways
5. Alone
6. I Knew
7. Remember
8. So Much More
9. 1 A.M.
10. No More Words
11. 1000 Times Before
12. 151